# Bruce Lee (utwór)
Bruce Lee – utwór zespołu Underworld, wydany jako singel promo 15 listopada 1999 roku oraz 26 listopada jako oficjalne wydawnictwo rynkowe. Jest 5. singlem pochodzącym z albumu Beaucoup Fish i zarazem jedynym spośród nich, który nie wszedł na listy przebojów.
Tytuł utworu nawiązuje do fascynacji zespołu filmami sprzed lat.

## Utwór

### Wydania
„Bruce Lee” ukazał się 15 listopada w Wielkiej Brytanii nakładem Junior Boy’s Own jako singel promo. Tego samego dnia na rynku brytyjskim i irlandzkim Junior Boy’s Own i V2 wydały wersję remiksową utworu.  
Utwór ukazał się również promocyjny, podwójny minialbum z utworami „Bruce Lee” i „Cups” oraz ich remiksami.
26 listopada „Bruce Lee” ukazał się w Wielkiej Brytanii i Europie jako oficjalne wydawnictwo w formacie CD, zaś w Japonii jako maxi singel z dwoma wersjami utworu i jego czterema remiksami.

### Lista utworów

#### Singel promo
Lista według Discogs:
| 1. | Bruce Lee (Short) | 2:58  |
|    |                   |       |
|    |                   | 02:58 |
|    |                   |       |
Na wydawnictwie widnieje data (15 listopada 1999) i adnotacja, że jest ono przeznaczone do promocji radiowej, a nie do sprzedaży.

#### Singel remiksowy
Lista według Discogs:
| A. | Bruce Lee (The Micronauts Remix) Remix, Producer [Additional] – Christophe Monier, George Issakidas, The Micronauts | 8:56  |
|    | |       |
| B. | Cups (Salt City Orchestra's Vertical Bacon Vocal) Remix, Producer [Additional] – Salt City Orchestra                | 9:23  |
|    | |       |
|    | | 18:19 |
|    | |       |

#### EP promo
Lista według Discogs
| A. | Bruce Lee                                                                     | 4:42  |
|    |                                                                               |       |
| B. | Bruce Lee (The Micronauts Remix) Remix – The Micronauts                       | 8:56  |
|    |                                                                               |       |
| C. | Cups                                                                          | 11:45 |
|    |                                                                               |       |
| D. | Cups (Salt City Orchestra's Vertical Bacon Vocal) Remix – Salt City Orchestra | 9:23  |
|    |                                                                               |       |
|    |                                                                               | 34:46 |
|    |                                                                               |       |

#### CD
Lista według Discogs
| 1. | Bruce Lee (Short) | 3:00  |
|    | |       |
| 2. | Bruce Lee (The Micronauts Remix) Remix and additional production by George Issakidas and Christophe Monier (The Micronauts)   | 8:56  |
|    | |       |
| 3. | Cups (Salt City Orchestra's Vertical Bacon Vocal) Remix and additional production by Salt City Orchestra for Paper Recordings | 9:23  |
|    | |       |
| 4. | Bruce Lee, Dobropet | 4.10  |
|    | |       |
|    | | 25:29 |
|    | |       |
- Underworld: Darren Emerson, Karl Hyde, Rick Smith
- autorzy – Underworld
- producent – Rick Smith

#### Maxi singel
Lista według Discogs
| 1. | Bruce Lee (Short)                                                             | 2:59  |
|    |                                                                               |       |
| 2. | Bruce Lee (The Micronauts Remix) Remix – The Micronauts                       | 8:57  |
|    |                                                                               |       |
| 3. | Bruce Lee (Buffalo Daughter Remix) Remix – Buffalo Daughter                   | 4:21  |
|    |                                                                               |       |
| 4. | Cups (Salt City Orchestra's Vertical Bacon Vocal) Remix – Salt City Orchestra | 9:23  |
|    |                                                                               |       |
| 5. | Bruce Lee (Album Version)                                                     | 4:41  |
|    |                                                                               |       |
| 6. | Bruce Lee (Dobropet)                                                          | 4:10  |
|    |                                                                               |       |
|    |                                                                               | 34:31 |
|    |                                                                               |       |

## Odbiór

### Opinie krytyków
„Niepohamowane, pociągowe zawodzenie 'Moanera' i rytm w stylu chain gang 'Bruce’a Lee' świadczą o tym, że trio chce nas zaprowadzić zarówno na parkiet, jak i do pokoju [wypełnionego] chilloutem” – zauważa David Browne z magazynu EW.
Utwór znalazł się (zarówno jako oryginał jak i w wersjach remiksowych) również na zremasterowanej wersji Beaucoup Fish – 4CD Super Deluxe Edition, wydanej w 2017 roku. Simon Tucker z magazynu Louder Than War stwierdził, iż dyski trzeci i czwarty wydawnictwa zawierają „całą masę remiksów, wśród których wyróżniają się wersje „'Bruce Lee' autorstwa DJ Hype’a i DJ Zinc’a, którym udało się zmienić oryginał w coś, co ekscytuje i wzbogaca”.